# Bokochód pospolity
Bokochód pospolity (Xysticus ulmi) – gatunek bardzo małego pająka z rodziny ukośnikowatych (Thomisidae). Występuje w Palearktyce. Zamieszkuje łąki, przydroża i skraje lasów. Zielonożółtawy z brązowymi smugami. Jad nie jest zwykle groźny dla człowieka.

## Występowanie, środowisko, tryb życia i rozmnażanie
Gatunek palearktyczny. Nie występuje w Islandii. Spotykany na łąkach, przydrożach, skrajach lasów i drogach leśnych, ale także na terenach wilgotnych (najczęściej). W Wielkiej Brytanii unika bardzo suchych obszarów i staje się coraz rzadszy w Szkocji. Przebywa na roślinach, a dzięki kamuflującemu ubarwieniu, świetnie się maskuje.
Aktywny jest za dnia od kwietnia do sierpnia (najbardziej aktywny od maja do czerwca), samice niekiedy do jesieni. Nie tworzy sieci. Żywi się owadami, które łapie z zasadzki na kwiatach.
Podczas godów samiec stara się „zahipnotyzować” samicę, poprzez np. dotykanie jej odnóżami. Podczas gdy samica wydaje się „uśpiona”, samiec z nią kopuluje, a następnie ucieka. 

## Wygląd i rozmiary
- samica: 5–8 mm[7]
- samiec: 3–4 mm[7]

Karapaks od jasnożółtego, przez ochrowy do ciemnobrązowego. Odnóża jasnobrązowe do brązowych. Samce nieco ciemniejsze. Opistosoma od jasnożółtej, przez brązową i ochrową do ciemnobrązowej.